# 育良精機

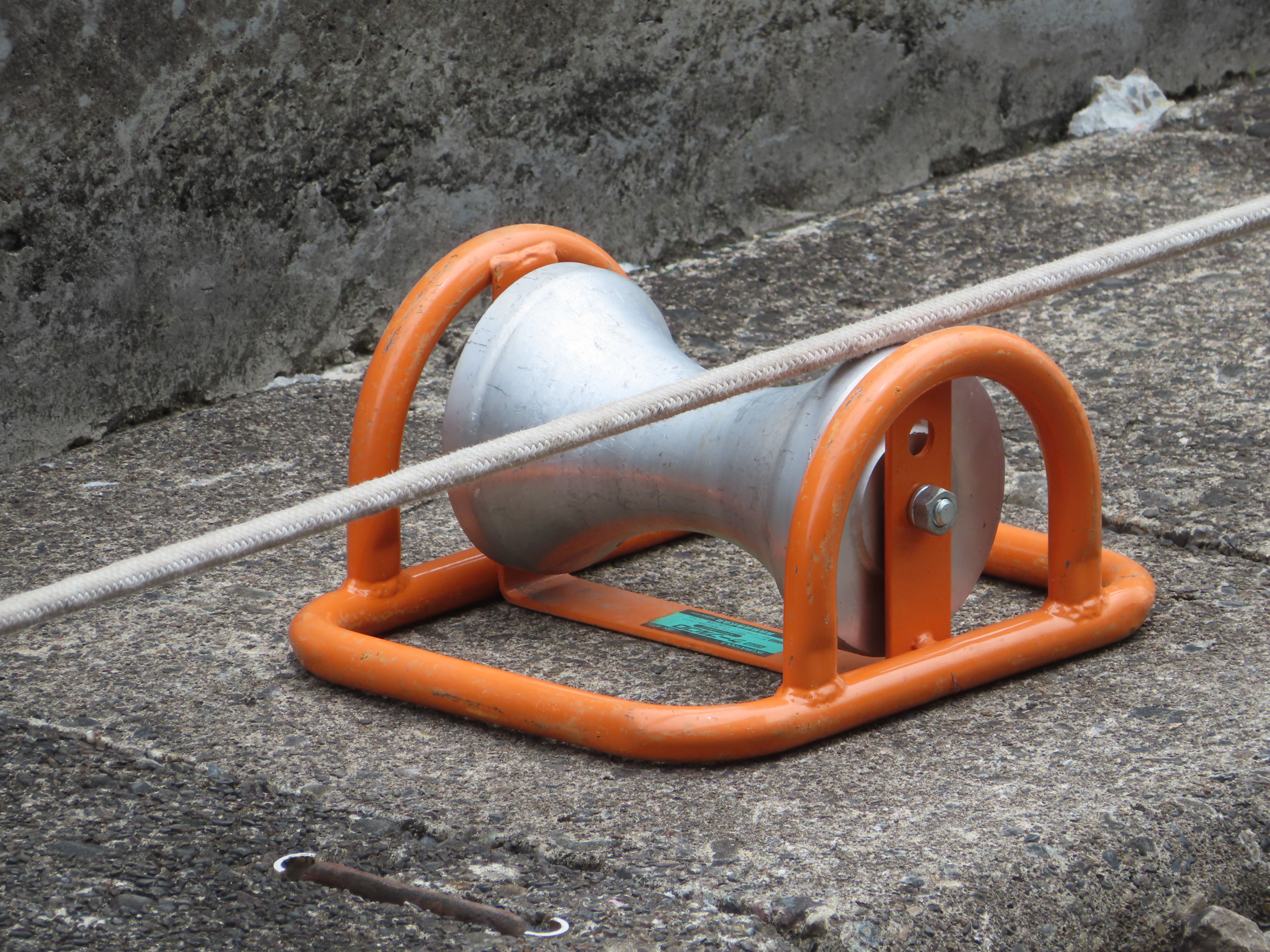
育良精機製のケーブルコロ

育良精機株式会社（いくらせいき）は、茨城県つくば市に本社を置く、IKURA ブランドの電設・通信・配管・建設等の工具事業部と自動旋盤用自動棒材供給機の設計、製造、販売を専門とする省力機器事業部からなるメーカーである。広沢グループに属する。

## 概要
育良精機株式会社の電気・通信・設備・土木建設工事用機器の電動油圧工具類やアーク溶接機等の製造は、同じ広沢グループの (株)曽根工具製作所が行っている。市場ニーズにもとづきパイプマシンから油圧工具に商品構成を変化させてきた。1991年1992年に、りそな中小企業振興財団にて「中小企業優秀新技術・新製品賞」に電動式超小型軽量鉄筋ベンダーが奨励賞・全ネジカッター「ステンキラー」が入賞している。
携帯式電動油圧工具類の国内同業メーカーとして、株式会社IKK(DIAMOND)・株式会社オグラ(Ogura)がある。

## 主な製品
電動油圧鉄筋カッター、電動油圧式パンチャー、アングル加工機、パイプ圧着機、鉄筋ベンダー・通線電設・建設設備・アーク溶接

## 産業財産権
2011年10月15日現在
- 商標権 (Trademarks)

- 特許・実用新案権
  - 育良精機株式会社

特開2011-031310棒材供給機、特開2010-089212棒材供給機の位置決め用治具及び棒材供給機の位置決め方法、特開2009-248252棒材加工システム、特開2009-166178棒材供給機、特開2009-166177棒材供給機、特開2009-103071発電・蓄電装置、
  - 株式会社曽根工具製作所

特許3357088フィーダーバーの推進力制御方法、特許2805282剪断機、特許2805276携帯用棒鋼カッター、特許2660472鉄筋ベンダー、特公平07-115256剪断機、特公平07-108481剪断機、実登2593463パンチャー用ポンチ、実登2550041鉄筋ベンダー、実公平08-010437パンチャー用ポンチ